# Ev'rybody's Gonna Be Happy
«Ev'rybody's Gonna Be Happy» es una canción escrita por Ray Davies que fue publicada por el grupo The Kinks en el mes de mayo de 1965. En comparación a los tres sencillos anteriores de la banda, éste resultó con un éxito moderado, llegando al lugar 11 en las listas del Reino Unido, donde fue publicado como sencillo lado-A. En Estados Unidos apareció tiempo después, el 21 de julio, como lado-B de «Who'll Be the Next in Line» (donde invertía su orden en comparación a la versión británica).
Fue parte de la banda sonora de la película Alta fidelidad de Stephen Frears. 
Esta canción fue versionada por el grupo estadounidense Queens of the Stone Age, siendo publicada en una edición limitada del álbum Songs for the Deaf en el Reino Unido. También hicieron una versión de «Who'll Be the Next in Line» en su disco Stone Age Complications.